# RCD Espanyol (kvinder)
RCD Espanyol Femenino (Real Club Deportivo Español) er kvindernes afdeling af den spanske fodboldklub RCD Espanyol. Fodboldklubben blev etableret i 1970.

## Tidligere landsholdsspillere
- England: Lianne Sanderson
- Italien: Pamela Conti
- Mexico: Kenti Robles
- Portugal: Sónia Matias, Cláudia Neto
- Spain: Verónica Boquete, Raquel Cabezón, Marta Corredera, Marta Cubí, Miriam Diéguez, Vanesa Gimbert, Adriana Martín, Silvia Meseguer, Sara Monforte, Andrea Pereira, Mariajo Pons, Willy Romero, Marta Torrejón, Erika Vázquez, Sandra Vilanova, Maripaz Vilas, Noelia Aybar "Rivi"
- Sverige: Elin Ekblom Bak, Louise Fors
- USA: Joanna Lohman